# Bruno Lancelle
Pour les articles homonymes, voir Lancelle.
Pas d'image ? Cliquez ici

a Compétitions nationales et continentales officielles uniquement.

b Matchs officiels uniquement.
Dernière mise à jour le 20 avril 2023.
Bruno Lancelle, né le 30 mai 1986 à La Seyne-sur-Mer (Var), est un joueur français de rugby à XV qui évolue au poste de demi d'ouverture.

## Palmarès

### En club
- Champion de France de Pro D2 : 2005
- Finaliste du Championnat de France Espoirs 2006.

### En équipe nationale
- Équipe de France -19 ans : 1 sélection en 2005 (Écosse)